# Заріччя (Кам'янський район)
Заріччя — село в Україні, у Кам'янському районі Дніпропетровської області. Населення за переписом 2001 року складало 474 особи. Входить до складу Верхньодніпровської міської громади.

## Географія
Село Заріччя знаходиться на березі річки Домоткань, яка через 1,5 км впадає в Кам'янське водосховище, вище за течією примикає село Бородаївські Хутори. Через село проходить автомобільна дорога Н08.

## Назва
Колишні назви — Федоро-Ганнівка, Казанка, Вошива, Мотузкіна.

## Історія
За даними на 1859 рік в селі Казанка Верхньодніпровського повіту Катеринославської губернії було 22 двори, у яких мешкала 131 особа (чоловіків — 54, жінок — 77).

## Населення

### Мова
Розподіл населення за рідною мовою за даними перепису 2001 року:
| Мова            | Кількість | Відсоток |
| --------------- | --------- | -------- |
| українська      | 451       | 95.15%   |
| російська       | 22        | 4.64%    |
| інші/не вказали | 1         | 0.21%    |
| Усього          | 474       | 100%     |

## Економіка
- ТОВ «Заріччя».
- ПП «Бізнес-стратегія».

## Об'єкти соціальної сфери
- Дитячий садочок.
- Клуб.